# Quintilio Mazzoncini
Quintilio Mazzoncini (Pistoia, 1887. május 24. – Pistoia, 1962. március 14.) olimpiai bronzérmes olasz tornász.
Az 1906. évi nyári olimpiai játékokon indult tornában és csapat összetettben bronzérmes lett. (Később ezt az olimpiát a Nemzetközi Olimpiai Bizottság nem hivatalosnak nyilvánította)
Klubcsapata a Francesco Ferruccio Pistoia volt.